# Геббронвілл (Техас)
Геббронвілл (англ. Hebbronville) — переписна місцевість (CDP) в США, в окрузі Джим-Гогг штату Техас. Населення — 4101 особа (2020).

## Географія
Геббронвілл розташований за координатами 27°19′26″ пн. ш. 98°41′10″ зх. д. / 27.32389° пн. ш. 98.68611° зх. д. (27.323977, -98.686066).  За даними Бюро перепису населення США в 2010 році переписна місцевість мала площу 16,21 км², уся площа — суходіл.

### Клімат
| Клімат : Геббронвілл    | Клімат : Геббронвілл | Клімат : Геббронвілл | Клімат : Геббронвілл | Клімат : Геббронвілл | Клімат : Геббронвілл | Клімат : Геббронвілл | Клімат : Геббронвілл | Клімат : Геббронвілл | Клімат : Геббронвілл | Клімат : Геббронвілл | Клімат : Геббронвілл | Клімат : Геббронвілл | Клімат : Геббронвілл |
| Показник                | Січ.                 | Лют.                 | Бер.                 | Квіт.                | Трав.                | Черв.                | Лип.                 | Серп.                | Вер.                 | Жовт.                | Лист.                | Груд.                | Рік                  |
| Абсолютний максимум, °C | 35,0                 | 37,2                 | 38,9                 | 42,8                 | 44,4                 | 47,8                 | 47,2                 | 42,2                 | 43,3                 | 41,7                 | 35,0                 | 33,9                 | 47,8                 |
| Середній максимум, °C   | 20,0                 | 22,5                 | 26,7                 | 29,8                 | 32,8                 | 35,2                 | 36,4                 | 36,5                 | 33,8                 | 29,9                 | 24,9                 | 20,7                 | 29,1                 |
| Середній мінімум, °C    | 6,6                  | 8,6                  | 12,8                 | 16,3                 | 20,2                 | 22,4                 | 22,9                 | 22,7                 | 20,9                 | 16,3                 | 11,5                 | 7,4                  | 15,7                 |
| Абсолютний мінімум, °C  | −11,1                | −9,4                 | −6,7                 | 0,6                  | 8,3                  | 11,7                 | 16,1                 | 15,6                 | 8,9                  | −3,3                 | −2,8                 | −11,1                | −11,1                |
| Днів з дощем            | 6,6                  | 5,3                  | 4,2                  | 4,5                  | 5,6                  | 5,4                  | 4,0                  | 4,6                  | 6,2                  | 5,0                  | 4,0                  | 5,4                  | 60,8                 |
| ----------------------- | -------------------- | -------------------- | -------------------- | -------------------- | -------------------- | -------------------- | -------------------- | -------------------- | -------------------- | -------------------- | -------------------- | -------------------- | -------------------- |
| Джерело: NOAA           |                      |                      |                      |                      |                      |                      |                      |                      |                      |                      |                      |                      |                      |

## Демографія
Згідно з переписом 2010 року, у переписній місцевості мешкало 4558 осіб у 1625 домогосподарствах у складі 1180 родин. Густота населення становила 281 особа/км².  Було 1954 помешкання (121/км²).
Расовий склад населення:
| - 88,5 % — білих - 0,5 % — чорних або афроамериканців - 0,4 % — корінних американців - 0,3 % — азіатів - 8,9 % — осіб інших рас |

До двох чи більше рас належало 1,4 %. Частка іспаномовних становила 92,8 % від усіх жителів.
За віковим діапазоном населення розподілялося таким чином: 29,4 % — особи молодші 18 років, 55,3 % — особи у віці 18—64 років, 15,3 % — особи у віці 65 років та старші. Медіана віку мешканця становила 34,9 року. На 100 осіб жіночої статі у переписній місцевості припадало 97,5 чоловіків;  на 100 жінок у віці від 18 років та старших — 94,7 чоловіків також старших 18 років.
Середній дохід на одне домашнє господарство  становив 48 355 доларів США (медіана — 33 075), а середній дохід на одну сім'ю — 55 534 долари (медіана — 41 677). Медіана доходів становила 36 553 долари для чоловіків та 20 500 доларів для жінок. За межею бідності перебувало 19,5 % осіб, у тому числі 17,6 % дітей у віці до 18 років та 29,9 % осіб у віці 65 років та старших.
Цивільне працевлаштоване населення становило 1475 осіб. Основні галузі зайнятості: освіта, охорона здоров'я та соціальна допомога — 26,6 %, сільське господарство, лісництво, риболовля — 22,2 %, будівництво — 14,4 %, публічна адміністрація — 13,1 %.